# RIRIKO
RIRIKO（りりこ、1995年5月27日 - ）は、日本のシンガーソングライター、作詞家、作曲家。東京都新宿区出身。

## 経歴
叔母の薦めにより11歳ごろからギターを始め、中学時代から作曲を、高校時代からライヴハウスでの活動を開始。
閃光ライオットなどにも出演し、2011年に「高校生バンドバトル」でMVP賞、2012年に「JYOJI-ROCK U-22 GP」でベストボーカリスト賞を受賞。東京音楽大学に進学し、客員教授を務める谷村新司などから教えを受ける。
仮歌の仕事などを務めながら自身の音楽活動を続け、2017年10月25日、TVアニメ『クジラの子らは砂上に歌う』のOP主題歌となった「その未来へ」でランティスよりメジャーデビュー。原曲は高校時代に作曲したもので、歌詞をアニメ制作サイドの要望により書き改めたものである。
2019年5月23日にオトメイトより発売されたNintendo Switch用ゲームソフト『私立ベルばら学園 〜ベルサイユのばらRe*imagination〜』のED主題歌「Ring a Bell」の作詞・作曲・歌唱を担当。
2023年からは伊藤雅景（ギター）、タケダトシフミ（ベース）、マツモトシオリ（キーボード）、Kei（ドラムス）を迎えて、RIRIKO BANDとしても活動を開始。8月19日、SUMMER SONICに出演。
12月、音楽プロジェクト「otonari」が始動。TVアニメ『スナックバス江』のOP主題歌「ウラオモテアクアリウム」の作詞・歌唱を担当。
2024年4月23日、Shibuya Milkywayでのワンマンライヴから「RIRIKO BAND」としていたバンドの名称を「NELKE」に改称した。

## ディスコグラフィ

### シングル
|     | 発売日         | タイトル                                | 規格品番   | 備考                                         |
| --- | -------------- | --------------------------------------- | ---------- | -------------------------------------------- |
| 1st | 2017年10月25日 | その未来へ                              | LACM-14661 | TVアニメ『クジラの子らは砂上に歌う』OP主題歌 |
| 2nd | 2019年7月7日   | Vivification アトランティス号、さよなら | BIRM-2006  | 両A面                                        |

### EP
|     | 発売日        | タイトル     | 規格品番  | 備考                                                                      |
| --- | ------------- | ------------ | --------- | ------------------------------------------------------------------------- |
| 1st | 2021年6月16日 | ここだけの話 | BIRM-2012 | テレビ神奈川（tvk）『関内エビル』の2021年6月度エンディングテーマ「生徒A」 |
| 2nd | 2023年3月8日  | フィクション |           | デジタル配信                                                              |
| 3rd | 2024年4月17日 | 主題花       |           | デジタル配信                                                              |

### アルバム
|   | 発売日        | タイトル   | 規格品番  | 備考 |
| - | ------------- | ---------- | --------- | ---- |
| - | 2018年3月28日 | リリシズム | BIRM-2001 |      |

### デジタル配信
|     | 配信日        | タイトル                     | 備考                                               |
| --- | ------------- | ---------------------------- | -------------------------------------------------- |
| 1st | 2020年5月27日 | 愛してたフリ、愛されてたフリ |                                                    |
| 2nd | 2020年6月30日 | ロリポップサイダー           |                                                    |
| 3rd | 2020年7月31日 | 僕らの世界                   |                                                    |
| 4th | 2022年6月15日 | 好きな人消えて               | [ 15 ]                                             |
| 5th | 2022年8月17日 | かわいくてかなしい           |                                                    |
| 6th | 2023年8月5日  | 花図鑑                       |                                                    |
| 7th | 2023年12月6日 | カレンデュラ                 | 関西テレビ『ウラマヨ!』2024年2月エンディングテーマ |

## 楽曲提供
| アーティスト                           | タイトル                            | 備考                                 |
| -------------------------------------- | ----------------------------------- | ------------------------------------ |
| 内田真礼                               | youthful beautiful                  | 作詞・作曲・共編曲（白戸佑輔と共作） |
| 内田真礼                               | ストロボメモリー                    | 作詞・作曲・編曲                     |
| 内田真礼                               | 透明な合図                          | 作詞・作曲                           |
| YOANI 1年C組                           | イノセントブルー                    | 作詞                                 |
| 宝多六花 (CV:宮本侑芽)                 | ガラス玉                            | 作詞                                 |
| アンチ (CV:鈴村健一)                   | My Way                              | 作詞                                 |
| ボラー (CV:悠木碧)                     | Dig Dig Boooom!                     | 作詞                                 |
| 伊藤美来                               | TickTack Invitation                 | 作詞                                 |
| XOX                                    | 滑走路に咲く                        | 作詞                                 |
| ティラナ・エクセディリカ (CV:吉岡茉祐) | Nonfiction                          | 作詞・作曲                           |
| 群青の世界                             | アンノウンプラネット 青空モーメント | 作詞                                 |
| 群青の世界                             | 僕等のスーパーノヴァ                | 作詞・作曲・共編曲（石原剛志と共作） |
| 群青の世界                             | ごめん、好きになって                | 作詞・作曲・共編曲（石原剛志と共作） |
| 上田麗奈                               | いつか、また。 旋律の糸             | 作詞                                 |
| 上田麗奈                               | リテラチュア                        | 作詞・作曲                           |
| 上田麗奈                               | とっておきの便箋                    | 作詞・作曲                           |
| 安達としまむら (CV:鬼頭明里と伊藤美来) | メリーゴーランド                    | 作詞・作曲・編曲                     |
| 東山奈央                               | 冷めない魔法                        | 作詞・作曲                           |
| 日向坂46                               | アディショナルタイム                | 共作曲・共編曲（石原剛志と共作）     |
| ラストアイドル                         | 独り言の存在証明                    | 作曲・共編曲（三谷秀甫と共作）       |
| Sizuk                                  | アディクションベール                | 作詞                                 |